# Siekanie
Siekanie [pronunciación en polaco: /ɕeˈkaɲe/] es un pueblo ubicado en el distrito administrativo de Gmina Złoczew, dentro del Distrito de Sieradz, Voivodato de Łódź, en Polonia central. Se encuentra aproximadamente a 4 kilómetros al sureste de Złoczew, a 26 kilómetros al sur de Sieradz, y a 73 kilómetros al suroeste de la capital regional Lodz.